# Jacob Rosanes

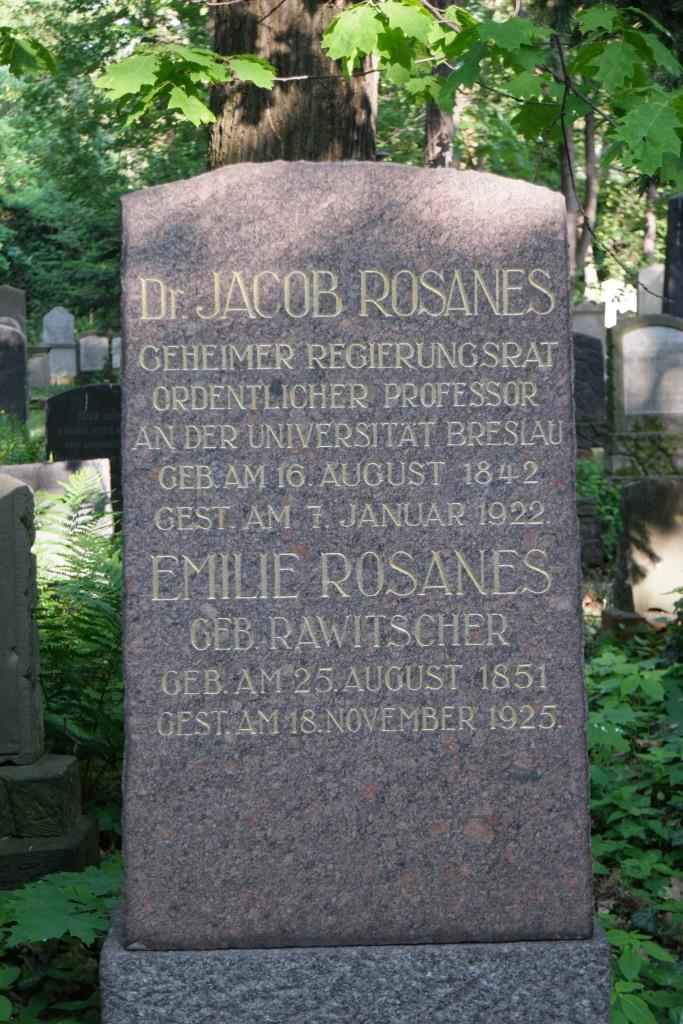
Nagrobek Jacoba Rosanesa i jego żony na cmentarzu przy ul. Ślężnej we Wrocławiu

Jacob Immanuel Rosanes (ur. 16 sierpnia 1842 w Brodach, zm. 7 stycznia 1922 we Wrocławiu) – niemiecki matematyk i szachista, profesor Uniwersytetu Wrocławskiego, jego rektor w latach 1903–04.

## Życiorys
Urodził się w rodzinie galicyjskiego kupca, sefardyjskiego Żyda. Jego dziadkiem ze strony matki był poznański rabin Akiwa Eger. W roku 1856 ukończył niemieckojęzyczne gimnazjum w swoim rodzinnym mieście, następnie zgodnie z wolą ojca wyjechał do Wrocławia aby kształcić się w zawodzie kupca. Po dwuletnim przygotowaniu rozpoczął w roku 1860 studia chemiczne na Uniwersytecie Wrocławskim. Za  namową profesora Heinricha Schrötera zmienił jednak kierunek na matematykę i fizykę. Studia ukończył w roku 1865 bronić dysertację doktorską pt. De polarium reciprocarum theoria observationes. Po odbyciu dalszych studiów w Berlinie powrócił w roku 1870 do Wrocławia aby podjąć pracę wykładowcy akademickiego. Prowadził zajęcia z analizy matematycznej, algebry i geometrii. W tym samym roku uzyskał habilitację, w roku 1873 został profesorem nadzwyczajnym, a w 1876 zwyczajnym. Od 1897 posiadał tytuł tajnego radcy rządowego. W latach 1903–04 sprawował funkcję rektora uniwersytetu. W roku 1911 przeszedł na emeryturę. Oprócz pracy naukowej Rosanes zajmował się też szachami. Jeszcze jako student w roku 1862 pokonał we Wrocławiu nieoficjalnego wówczas mistrza świata wrocławianina Adolfa Anderssena. Napisał też podręcznik Theorie und Praxis des Schachspiels (Teoria i praktyka gry w szachy). Został pochowany na cmentarzu przy ul. Ślężnej we Wrocławiu.

## Literatura
- Encyklopedia Wrocławia. Wyd. III. Wrocław: Wydawnictwo Dolnośląskie, 2006, s. 754.
- Maciej Łagiewski: Macewy mówią. Wrocław: Ossolineum, 1991, s. 129.